# Rufoclanis meloui
Rufoclanis meloui är en fjärilsart som beskrevs av Charles Oberthür 1914. Rufoclanis meloui ingår i släktet Rufoclanis och familjen svärmare. Inga underarter finns listade.